# Tor Åge Bringsværd
Tor Åge Bringsværd, né le 16 novembre 1939 à Skien et mort le 4 août 2025, est un écrivain norvégien.

## Distinctions
Tor Åge Bringsværd est lauréat du prix Dobloug en 1994 et du prix Brage en 2009.

## Œuvres traduites en français

### Romans
- Gobi. La Lune de l’enfance [« Barndommens måne »], trad. de Régis Boyer, Saint-Nazaire, France, Éditions Arcane 17, 1991, 268 p.  (ISBN 2-903945-77-2)
- Gobi. Gengis Khan  [« Djengis Khan : den andre av flere bøker »], trad. de Régis Boyer, Nantes, France, Éditions Joseph K., 1995, 310 p.  (ISBN 2-910686-03-5)
- Les Bouffons des Rois mages [« De hellige tre narrer »], trad. de Gro Tång, Saint-Germain-en-Laye, France, Éditions Odin, coll. « Jeunesse », 1998, 316 p.  (ISBN 2-913167-01-2)

### Nouvelles
- « Codemus », dans l'anthologie Univers 1980.
- « Conte de fer - Fragment 3 (Le chien) », 2010, parution française en 2011[2].